# 三瀬トンネル有料道路
三瀬トンネル有料道路（みつせトンネルゆうりょうどうろ）は、福岡県福岡市早良区から佐賀県佐賀市に至る一般有料道路である。愛称は「やまびこロード」。

## 概要
国道263号の一部で、佐賀県道路公社が管理し、福岡県と佐賀県の県境部にある標高580 mの三瀬峠を貫く三瀬トンネル（全長2,407 m）を中心とする有料道路である。三瀬峠付近の冬季交通規制や急カーブ・急勾配を解消するために建設され、1986年に1期区間が供用開始した。しかし、福岡市側の曲渕地区とトンネル福岡側出入口との間には約100 mの高低差があり狭い急カーブ・急勾配が多いため、この区間をループ橋で短絡する道路を2期区間として建設し、2008年に供用開始された。
軽車両や歩行者の通行も禁止されてはいないが、トンネル部分を除いて歩道はなく、車道や路側帯を通行するのは危険性が高い。

### 路線データ
1期（トンネル部分）
- 起点：福岡県福岡市早良区曲渕【北緯33度28分58.8秒 東経130度17分22.0秒 / 北緯33.483000度 東経130.289444度】
- 終点：佐賀県佐賀市三瀬村三瀬
- 延長：3.4 km
- 道路規格：第3種第2級
- 設計速度
  - 一般部：60 km/h
  - トンネル部：50 km/h
- 道路幅員：9.0 m
- 車道幅員：6.5 m（2車線）
- 事業費：約46億円
- 料金徴収期間：2030年2月
- ラジオ再送信設備：NHK福岡第1（612kHz）、NHK佐賀第1（963kHz）、RKB毎日（1278kHz）、KBC九州朝日（1413kHz）、NBCラジオ佐賀（1458kHz）

2期（ループ橋部分）
- 起点：福岡県福岡市早良区曲渕
- 終点：福岡県福岡市早良区曲渕【北緯33度28分58.8秒 東経130度17分22.0秒 / 北緯33.483000度 東経130.289444度】
- 延長：1.9 km
- 規格：第3種第2級
- 設計速度：50 km/h
- 道路幅員：9.0 m
- 車道幅員：6.5 m（2車線）
- 事業費：約73億円
- 料金徴収期間：2030年2月

## 沿革
- 1984年（昭和59年）9月：1期事業化
- 1986年（昭和61年）7月24日：1期供用開始
- 2004年度（平成16年度）：2期事業化
- 2008年（平成20年）8月12日：2期供用開始。通行料金を普通車250円→300円、中型車250円→350円、大型車360円→500円、特大車870円→850円、軽自動車等150円→250円、軽車両等20円→30円に改定。
- 2014年（平成26年）4月1日：消費税率変更に伴い、通行料金を普通車300円→310円、中型車350円→360円、大型車500円→510円、特大車850円→870円に改定。
- 2019年（令和元年）10月1日：消費税率変更に伴い、通行料金を普通車310円→320円、中型車360円→370円、大型車510円→520円、特大車870円→890円に改定[1]。

## 料金
通行料金はいずれも東脊振トンネルと同額である。回数券も東脊振トンネルと共用である。
| 区分       | 料金  |
| ---------- | ----- |
| 普通車     | 320円 |
| 中型車     | 370円 |
| 大型車     | 520円 |
| 特大車     | 890円 |
| 軽自動車等 | 250円 |
| 軽車両等   | 30円  |

歩行者の通行は無料である。佐賀県道路公社では、ETCの導入は「莫大な経費がかかる」として行う予定はないとしている。